# Meer van Bracciano
Het Meer van Bracciano (Italiaans: Lago di Bracciano / Sabatino) is, net als het grotere en meer noordelijk gelegen Meer van Bolsena, een kratermeer. Het meer ligt in de Italiaanse regio Lazio, ongeveer 32 km ten noordwesten van Rome. Het meer heeft een oppervlakte van 56,5 km², en is het achtste meer qua oppervlakte in Italië.
Het meer heeft een ovale vorm, wat typisch is voor kratermeren. Het meer ligt 164 meter boven de zeespiegel. Het water wordt afgevoerd door het riviertje de Arrone dat in de Tyrreense Zee uitstroomt ten westen van Rome. Via een aquaduct wordt water afgevoerd in de richting van Rome waar er onder andere de tuinen van het Vaticaan mee worden besproeid. Vanwege de geringe doorstroming wordt het water in het meer slechts eens in de 137 jaar ververst. Het Meer van Bracciano wordt gevoed door water uit de omringende bergen en door bronnen. Het is er verboden om met gemotoriseerde boten op het meer te varen, behalve door de politie. Hierdoor is het meer zo schoon gebleven in vergelijking met andere toeristische meren.
Het water is zeer zuiver en vrij van olieresten zoals je die weleens tegenkomt in andere meren.
Typisch voor dit meer is de spiegelgladde wateroppervlakte in de voormiddag, waarna er – meestal – rond het middaguur een briesje opsteekt dat 's namiddags een aangename golfslag oplevert. Bij veel wind kun je het effect krijgen van een ware 'Noordzeebranding', maar dan met zoet water.
Aan het meer liggen drie plaatsen; Bracciano, Anguillara Sabazia en Trevignano Romano, waarvan de eerste twee het makkelijkst bereikbaar zijn. Op geringe afstand ten oosten van het Meer van Bracciano ligt het kleine Lago di Martignano. Ten noorden van het meer liggen de Monti Sabatini (maximale hoogte 612 meter). Vanwege de nabije ligging en de goede waterkwaliteit is het meer erg geliefd bij de inwoners van Rome.

## Belangrijkste plaatsen
- Bracciano (ca. 22.000 inw.)
- Anguillara Sabazia (ca. 14.000 inw.)
- Trevignano Romano (ca. 4500 inw.)